# نصر الدين مفرح
نصر الدين مفرح أحمد محمد (1979 - ) سياسي سوداني، يشغل منصب وزير الشؤون الدينية والأوقاف منذ 5 سبتمبر 2019.
حاصل على دبلوم الدراسات الإسلامية جامعة أم درمان الإسلامية، وبكالوريوس الآداب قسم الدراسات الإسلامية من جامعة الإمام المهدي.